# Montodine
Montodine är en ort och kommun i provinsen Cremona i regionen Lombardiet i Italien. Kommunen hade 2 503 invånare (2018).